# El arte de morir
El arte de morir és una pel·lícula espanyola de terror de l'any 2000 produïda per Francisco Ramos i dirigida per Álvaro Fernández Armero. El guió va ser a càrrec de Juan Vicente Pozuelo i Francisco Javier Royo. Va ser tot un èxit de taquilla, ja que dues setmanes va recaptar 225 milions de pessetes.

## Sinopsi
Nacho és un jove declarat en parador desconegut des de fa quatre anys. Ni la seva família ni els seus millors amics van poder aportar cap pista sobre el lloc o les circumstàncies en les quals va desaparèixer, però tot fa pensar que està mort. Nacho era un jove amb un enorme talent que començava a fer-se sentir en els circuits de l'art d'avantguarda. Tenia un estil pictòric propi, profundament influenciat per la pintura del Bosco, i centrat en un sol tema: la mort. Iván, Clara, Patricia, Ramón, Candela i Carlos, els sis protagonistes, van mentir a la policia. D'una forma o una altra, tots ells van intervenir en la mort de Nacho, ocorreguda en una terrible nit de la qual ningú ha tornat a parlar ja que cap d'ells ha pogut oblidar. Quatre anys després, es reobre la recerca i el comissari torna a reunir a tot el grup.

## Repartiment
- Fele Martínez - Iván
- María Esteve - Clara
- Gustavo Salmerón - Nacho
- Adrià Collado - Carlos
- Lucía Jiménez - Patricia
- Elsa Pataky - Candela
- Sergio Peris-Mencheta - Ramón
- Emilio Gutiérrez Caba - Quintana

## Nominacions i premis
XV Premis Goya
- Goya als millors efectes especials: Reyes Abades, Félix Bergés (nominats)
- Goya a la millor cançó original: Cristina Lliso, Suso Saiz, Tito Fargo (nominats)